# Rainer Péter
Rainer Péter (Budapest, 1949. december 11. –) Ferenczy Noémi- és Reitter Ferenc-díjas építész-belsőépítész vezető tervező, műemlékvédelmi szakember, bútor- és szoborkészítő, ipar- és képzőművész. 2012–13-ban Vác megbízott főépítésze. Anyai nagyapja Gadányi Jenő (1896–1960) festőművész.

## Életpályája

### Tanulmányai, szakmai és társadalmi funkciók

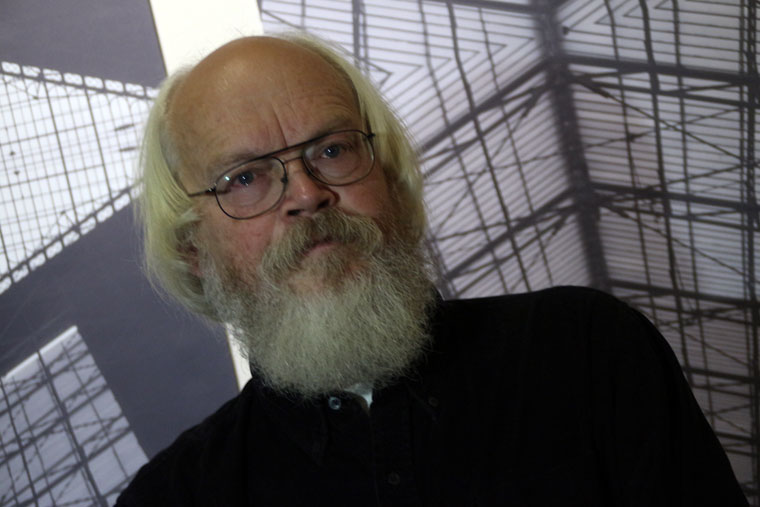
2014 novemberében, a MONOKRÓM 2 kiállításon (Eifert János felvétele)

Rainer Róbert Ottó (1922-1997) és Gadányi Éva (1928-2019) gyermeke. 1969-ben bútorasztalos szakmunkás-bizonyítványt (szakma kiváló tanulója) szerzett, majd gimnáziumi érettségit tett. 1979-ben belsőépítész tervező művészi szakon diplomázott a Magyar Iparművészeti Egyetemen (mesterei-tanárai: Pogány Frigyes, Jánossy György, Szrogh György, Szalay László, Németh István, Mikó Sándor, Reimholz Péter, Vámossy Ferenc, Rubik Ernő, Csikszentmihályi Péter, Ferencz István voltak). 1986-ban közgazdasági, jogi, piaci és vezetési (menedzseri) ismeretek oklevelet (MIE), 1990-ben keresztény liturgiák építészete oklevelet (BME Mérnöktovábbképző, Guzsik Tamás építésznél) szerzett. 1991-ben szerezte meg építész vezető tervezői jogosultságát, 1996-ban a környezetvédelmi szakigazgatás-szervező diplomáját (Államigazgatási Főiskola Továbbképző), 2002-ben műemlékvédelmi szakember diplomáját (BME) és belsőépítész vezető tervezői jogosultságát. 2003-ban színharmóniák tanfolyam oklevél (Szín és Fény Nemzetközi Alapítvány) birtokosa lett. 2005. óta építész-, belsőépítész- és műemlékvédelmi szakértő is.
1992-től a Gadányi Jenő Művészeti Műhely Alapítvány elnöke. 1997-2002 között a Zsennyei BOT (Belsőépítészek Országos Találkozója) lap társszerkesztője, címadója. 2005–2010 között a Magyar Alkotóművészek Országos Egyesülete Belsőépítész Választmányának vezetője, egyben az Iparművész Tagozat Vezetőségének tagja. 2005-től a Magyar Képző- és Iparművészeti Lektorátus, majd jogutódja a MANK Kft. szobrász zsűrijének építész szakértője. 2002–11 között az ÁMRK és jogutódjainak építész-belsőépítész vezető tervezője. 2010–2020 között a Szerzői Jogi Szakértő Testület kinevezett tagja. 2011-ben a Budapesti Kommunikációs és Üzleti Főiskola műemlékvédelmi ismeretek tanára. 2012-13-ban Vác megbízott főépítésze, de nem értett egyet a belváros és a vasútállomás több épületeinek lebontásával, ezért lemondott.
Tagja a Magyar Alkotók Országos Egyesületének, a Magyar Képzőművészek és Iparművészek Szövetségének, a Magyar Építőművészek Szövetségének, a Magyar Építész Kamarának, a Symposion Társaságnak, Szinesztézia Társaságnak, a G12 Egyesületnek, a Magyar Újságírók Országos Szövetségének, az MTA Nemzetközi Színbizottságának valamint a Magyar Művészeti Akadémia Köztestületének.

### Munkássága
56 terv- és tárgypályázaton 64 pályaműből 43 volt díjazott, illetve eredményes. 96 szakrális tervéből 18 valósult meg. 54 cikket, szakdolgozatot, tervismertetést, kiadványt és könyvet jelentetett meg illetve szerkesztett, tervezett. 56, zömmel templomtervezés, műemlék-, örökség- és értékvédelem témákban tartott előadásokat.
Tevékenységei közé tartozik az egyházi, világi, régi – műemlék – új, környezetbarát, energiakímélő építmény, épület, belsőtér, táj építészeti és komplex tervezése. Munkáiban előszeretettel használ fát. Továbbá szobrászkodik, és fotózik. Feladatának és kötelességének érzi a magyarság emlékeinek megmentését, és Gadányi Jenő életművének közkinccsé tételét.

#### Megvalósított munkáiból
- 1974–94 – Asztal-szék együttesek - lap, hajlított fa, fém
- 1977 – Szentendre, Kálvária domb – farácshéjkupola ideiglenes felállítása – kollektív terv és kivitelezés
- 1981 – Tata, Czégényi malom helyreállítása
- 1982 – Ond, Magyarok Nagyasszonya római katolikus templom belsőtere
- 1983 – Bokod, evangélikus gyülekezeti terem belsőépítészeti munkái
- 1983 – Budapest, Népstadion park – túlnyomásos kupolasátor ideiglenes felállítása. társtervező: Szilvássy István
- 1983–85 – Budapest, Budafok-felsővárosi római katolikus templom belsőtere
- 1989 – Sepsiszentgyörgy, - római katolikus temetőkápolna bővítése
- 1989 – Gelence, római katolikus templom (Europa Nostra díj) kőoltár, ambo;
- 1989 – Budapest, IX. kerület, Üllői út – Ogilvy & Mather Bp. Rt iroda
- 1990 – Budapest, V. kerület, Belgrád rakpart – MÁV emléktárgybolt
- 1992 – Budapest, VI. kerület, Oktogon - Fantom söröző - társtervező: Kabafi Adrienne

- 1993 – Budapest, XII. kerület, Kékgolyó utca – Pincesöröző
- 1993 – Budapest, X. kerületi Önkormányzat – Ügyfélszolgálat irodabelső
- 1994 – Kézdiszentkereszt, római katolikus templom belsőtere
- 1995 – Budapest, VI. kerület, Király-Káldi utca sarok – VAM Design Center
- 1994 – Budapest, V. kerület, Szemere utcai Általános Iskola homlokzat színterv
- 1995 – Solymár, boltozott borospince és ikergarázs
- 1999 – Zsámbék, Pálos utca, parasztház helyreállítása
- 2000 – Budapest, XII. kerület, Kiss János altábornagy utca - lakásbelső
- 2001 – Budapest, VII. kerület, Dob u. - KöVíM - Porta, társtervező: Szende Árpád
- 2002 – Budapest, Construma kiállítás - PannonPipe stand - Hajó, társtervező: Gyürky András
- 2004 – Sopronbánfalva, Mária-Magdolna római katolikus templom - Szembeoltár
- 2005 – Szécsény, Forgách kastély helyreállítás, társtervező: Fülöpp Róbert (2005. évi Hagyományos Homlokzat Nagydíj és Trilak díj)
- 2006 – Hollókő, Petőfi u. 6., 20., 30. porták helyreállítása + 18. új ház építése
- 2008 – Budapest, KÖSZ székház helyreállítása, homlokzati színterve
- 2009 – Budapest, Öntödei Múzeum helyreállítás, homlokzati színterve
- 2010 – Kisújbánya, Szent Márton római katolikus templom helyreállítása
- 2011 – Nagykőrös, református templom. helyreállítása, homlokzati színterve
- 2013 – Szárhegyi Önkormányzati Hivatal aula, Kettőskereszt faplasztika, 2,8m
- 2014 – Olaszliszka, 3hajós kápolna I., 5,8m
- 2015–18 – Szobrok, konstrukciók; 3hajós kápolna II., 2,56m
- 2017 – Velence, Tridonga kápolna, 3,77m

#### Jelentősebb tervezéseiből
- 1978 – Győr, Műszaki Főiskola, Vagonklub vagonokból /kiemelt díj/
- 1984 – Sóskút, Magtár műterem-lakóház
- 1984 – Hédervár, kastély helyreállítás
- 1987 – Prága/Csehország, Magyar Kulturális Központ helyreállítás
- 1986 – Budapest, VII. kerület, Rottenbiller u. 35. FKS galéria /I. díj/;
- 1989 – Budapest, V. kerület, József Attila utca 8. MHB irodaház;
- 1990 – Budapest, VI. kerület, Nyugati pályaudvar, Eiffel passage;
- 1991 – Csíkkarcfalva/Erdély római katolikus vártemplom helyreállítás
- 1992 – Baja Belváros Bohém Bőrgyára (kultúrközpont) tömbrehabilitáció
- 1994 – Budapest, Margitszigeti középkori domonkos kolostor helyreállítás
- 1996 – Budapest, VIII. kerület, Kisfaludy u. '56-os emlékmúzeum terve, társtervező: Szende Árpád /I. díj/;
- 1997 – Veszprém-vár, Dubniczay palota helyreállítás
- 1999–2001 – Kercaszomor, református templom helyreállítás
- 2003 – Mád, Rabbiház helyreállítás
- 2003–15 – Nágocs, Zichy kastély helyreállítás
- 2004 – Várgesztes, vár belsőépítészeti munkái
- 2005 – Szent Korona-gömbtemplom ideálterve
- 2006 – Pápa, Esterházy kastély belsőépítészeti munkái
- 2007 – Pölöske, Széchenyi kastély
- 2007 – Pornóapáti-Ómajor helyreállítás
- 2007 – Budapest, Farkasréti temető, Villás-fakereszt sír
- 2008 – Dunafalva, Contra Florentiam kikötőerőd állagvédelme
- 2008 – Vác, Gombás patak hídja helyreállítás
- 2009–10 – Kisújbánya, római katolikus templom kápolnája és; Vöröstó ökumenikus kápolnák
- 2011 – Budapest, Kőbánya-alsó MÁV raktár színterve
- 2011 – Hódmezővásárhely, a teljes Rapcsák út homlokzat-színterve
- 2012 – Felsőgalla, római katolikus templom belső színterve
- 2013 – Budapesti Műteremház komplex szigetelése
- 2014 – Velencei Biennále Magyar Pavilon építészpályázat
- 2014–18 – Budapest, Szent Anna réti és Szent Rókus kápolnák; makettek; kápolna- és konstrukciótervek

## Kiállításai
Több mint 159 hazai és külföldi kiállításon vett részt (terv, makett, fotó, bútor, szobor), és több mint 93 képző- és iparművészeti témájút rendezett, melyek közül 25 Gadányi emlékkiállítás.

### Válogatott egyéni kiállítások
1980-as és 1990-es évek
- Munkás Művelődési Központ, Dunaújváros (1980)
(Hőgye Katalinnal)
- Művelődési Ház, Zalaegerszeg (1980)
(Hőgye Katalinnal, Rácz Gáborral, 'Sigmond Gézával)
- Helytörténeti Gyűjtemény, Gödöllő (1982)
- Ferencvárosi Pincetárlat, Budapest (1987)
- Alkotóház, Zsennye (1997)
- Vigadó Galéria, Budapest (1999)

2000-es évek
- Bazilika Kincstár, Esztergom (2004)
- Symposion Klub, Budapest (2006)
- Virányosi Közösségi Ház, Budapest (2007)
- Szent András templom, Komárom/Szlovákia (2008)
- Szakrális és profán építmények – 35 év munkái (1974-2008) (2008)
Magyar Építészek Háza Kós Károly terme, Budapest
- Magyar Építőművészek Szövetsége, Budapest (2008)
- Kulturális Örökségvédelmi Hivatal - Pince Galéria, Budapest (2009)
- Öntödei Múzeum, Budapest (2009)
- Premontrei Iskola,Zsámbék (2009)
- Árkád Galéria, Budapest (2009)
- Credo-ház, Vác (2010)
- FUGA Budapesti Építészeti Központ, Budapest (2012)
- Hereditas Galéria, Budapest (2016)
- G12 Galéria, Budapest (2017)

### Válogatott csoportos kiállítások
1970–90-es évek
- 1974 – Bútorkiállítás,
Csók István Galéria, Budapest
- 1977 – Formák, színek, tárgyak,
Fővárosi Tanács Bemutatóterme, Budapest
- 1980 – Zalaegerszegi Művésztelep
Nemzeti Galéria, Budapest
- 1980 – Mai magyar egyházművészet I.,
római katolikus plébániatemplom, Sárospatak
- 1981 – Mai magyar egyházművészet II.,
Apátsági Könyvtár, Pannonhalma
- 1980 – Zalaegerszegi művésztelep,
Magyar Nemzeti Galéria, Budapest
- 1983 – Bútorkiállítás,
Eindhoven/Hollandia
- 1983 – A tervezés értékteremtés
Országos Iparművészeti kiállítás, Műcsarnok, Budapest
- 1984 – Hajlított bútor,
Ernst Múzeum, Budapest
- 1987 – Ünnep,
Vigadó Galéria, Budapest
- 1987 – Mai magyar egyházművészet,
Keresztény Múzeum, Esztergom
- 1988 – Tavaszi Tárlat,
Magyar Képzőművészek és Iparművészek Szövetsége, Műcsarnok, Budapest
- 1989 – Téli Tárlat,
Magyar Képzőművészek és Iparművészek Szövetsége, Műcsarnok, Budapest
- 1998 – V. Országos Szobrászrajz Biennále,
Pest Center
- 1999 – Közép-Kelet Európai Nemzetközi Művésztelep,
Maillot kastély, Tállya

2000-es évek
- 2000 – III. Országos Minirajz Kiállítás,
Nádor Galéria, Budapest
- 2000 – Belsőépítészet 2000. kiállítás,
Kós Károly Terem, Építészek Háza, Budapest
- 2000 – A Kereszt
Csokonai Galéria, Nemzetközi Képzőművészeti Kiállítás, Kaposvár
- 2001 – Iparművészet – Millenniumi Kiállítás
Műcsarnok, Budapest
- 2001 – Színdinamikai kiállítás,
Újpest Galéria, Budapest
- 2001 – Symposion Társaság,
Hegyvidék Galéria, Budapest
- 2001 – A Kereszt, Nemzetközi Képzőművészeti Kiállítás,
Bencés Monostor, Kaposszentjakab
- 2001 – CD lemez variációk Országos Kiállítás,
Nádor Galéria, Budapest
- 2001 – A Föld, Nemzetközi Képzőművészeti Kiállítás,
Csokonai Galéria, Kaposvár
- 2002 – Rózsakiállítás,
Táltos Klub, Budapest
- 2002 – Thermo show,
Hotel Flamenco, Budapest
- 2003 – Magyar Belsőépítészet,
Iparművészeti Múzeum, Budapest
- 2003 – Magyar Belsőépítészet,
Nemzetközi /VAM/ Design Center, Budapest
- 2004 – BARSA Műtárgykaptár,
Zichy kastély, Budapest
- 2005 – VII. Magyar Egyházzenei Kongresszus,
Régi Zeneakadémia, Budapest
- 2005 – Ekszpanzió,
Juhhodály, Terény
- 2005-06 – Mustra 2005,
KÖH aula, Budapest
- 2006 – Táltos Klub
Symposion Társaság, Budapest
- 2006 – Ekszpanzió (Maczkó Erzsébettel,
Juhhodály, Terény
- 2006 – Digitális nyomatok I. országos szemléje (Maczkó Erzsébettel)
IDC, Budapest
- 2006 – Képlánc ’56, (Maczkó Erzsébettel)
Kortárs Galéria, Tatabánya
- 2006-07 – Adventi fények fotókiállítás,
XII. ker. Önkormányzat Folyosó Galéria, Budapest
- 2006 – III. Kortárs Keresztény Ikonográfiai Biennále,
Kecskemét
- 2006-07 – Mustra 2006,
KÖH aula, Örökség Galéria, Budapest
- 2007 – Meditáció,
Symposion Társaság, Olaszliszka
- 2007 – Nemzetközi Színkonferencia,
MTA, Budapest
- 2007 – Ekszpanzió,
Juhhodály, Terény
- 2007 – 4. Matricák 2007. I., Kisméretű Elektrográfiák Nemzetközi Kiállítása,
Duna Galéria, Budapest
- 2007 – 4. Matricák 2007. II.,
Magyar Műhely Galéria, Budapest
- 2007 – Változó Európa, nemzetközi építészeti fotópályázat anyaga,
KÖH aula, Budapest
- 2007 – Hódolat a Mesternek – IV. Nemzetközi Mail-Art Kiállítás,
Aula Galéria, Debrecen
- 2008 – Reneszánsz a Táltosban,
Táltos Klub, Budapest
- 2008 – Élet-víz-folyam – Expanzió XX.,
Magyar Műhely Galéria, Budapest
- 2008 – Élet-víz-folyam – Expanzió XX.
Vándorkiállítás: Kismaros, Verőce, Visegrád
- 2009 – A ház művészeinek I. közös kiállítása,
Mosókonyha Galéria, Budapest
- 2009 – XI. Állami Díjazottak Kiállítása,
MAOE Ház, Olof Palme sétány, Budapest
- 2009 – Szakrális szimbólumok,
Galéria 12, Budapest
- 2009 – 20 éves a Virányos,
Virányos Közösségi Ház, Budapest
- 2009 – Symposion Társaság kiállítása,
Hegyvidék Galéria, Budapest

2010-es évek
- 2009-10 – Mustra 2009,
KÖH Aula, Örökség Galéria, Budapest
- 2010 – Mustra 2009. válogatás,
Budapesti Városvédő Egyesület, Budapest
- 2010 – Mustra 2009. válogatás,
MÉSZ, Kós Károly terem, Budapest
- 2010 – Magyar Iparművészet,
MAOE Ház, Olof Palme sétány, Budapest
- 2010 – Pro Architectura 2010. pályázat kiállítása,
FUGA Pincegaléria, Budapest
- 2010 – FLOW – Symposion Társaság,
Kaposfüredi Galéria, Kaposvár-Kaposfüred
- 2011 – A belsőépítészet minőségi térformálás,
FUGA, Budapest
- 2011 – Értékalapú városfejlesztés/válogatás Mustrákból,
FUGA, Budapest
- 2011 – MÉK stand – Belsőépítész kiállítás,
Construma, BNV A, C pavilon, Budapest
- 2011 – Föld-Víz-Ég – G12 művészek kiállítása,
Hegyvidék Galéria, Budapest
- 2011-12 – Szakrális üzenetek,
Lénia Galéria, Budapest
- 2012 – Matricák,
Karinthy Szalon, Budapest
- 2012 – Naphimnusz,
Lénia Galéria, Budapest
- 2012 – 30 éves a FISE,
FISE Galéria, Budapest
- 2012 – Kortárs belsőépítészet,
MKISZ Galéria, Budapest
- 2012 – Téli tárlat,
Művelődési ház, Vác
- 2012 – Matricák
MTA, Vár, Budapest
- 2013 – VI. Kortárs Keresztény Ikonográfiai Biennále,
Kecskemét
- 2013 – Szobrok, fotók kiállítás,
Hereditas Galéria, Budapest
- 2013 – Az én székem,
MKISZ Galéria, Budapest
- 2014 – Szertár,
Vizivárosi Galéria, Budapest
- 2014 – Kortárs belsőépítészet,
MKISZ Galéria, Budapest
- 2014 – Kapu Pályázat, Velencei Biennále Magyar Pavilon,
MANK Galéria, Szentendre
- 2014 – Kapu Pályázat, Velence, Biennále Magyar Pavilon,
Velence
- 2014 – Ekszpanzió XXV+1
MűvészetMalom, Szentendre
- 2014 – Megapixel-2014,
Művésztelep MANK Galéria, Szentendre
- 2014 – XVII. Nemzetközi Hegyvidék Alkotótábor,
Jókai Klub Galéria, Budapest
- 2015 – XVII. Nemzetközi Hegyvidék Alkotótábor,
XII. kerületi Önkormányzat Folyosó Galéria, Budapest
- 2015 – Play Art 3.,
Vizivárosi Galéria, Budapest
- 2015 – Fényt hozzon…,
Vizivárosi Galéria, Budapest
- 2015 – Velencei Biennále Magyar Pavilon – Kapu Pályázat,
Építészek Háza, Budapest
- 2015-16 – Harmónia,
MűvészetMalom, Szentendre
- 2016 – Mementó 1956,
MET Galéria, Budapest – Maczkó Erzsébettel
- 2016-17 –’56/60,
Vigadó Galéria, Budapest
- 2016 – Miniképek kiállítás,
Hereditas Galéria Pince, Budapest
- 2017 – 25 év Symposion,
Műcsarnok, Budapest
- 2017 – Matricák,
B32 Galéria, Budapest
- 2017 – Körülöttünk, ipar- és tervezőművészet,Nemzeti Szalon, Műcsarnok, Budapest
- 2018 – IX. Kortárs Keresztény Ikonográfiai Biennále,
Kecskemét
- 2018 – Groteszk Triennále,
Vaszary képtár, Kaposvár
- 2018 – TÉR Symposion kiállítás,
Vörös Kápolna, Balatonboglár

Valamint 2009, 2010, 2011, 2012, 2013, 2014, 2015 évi kiállítások a budapesti Fény Galériában és 2010, 2011, 2012, 2013, 2014, 2015, 2016, 2017, 2018 évi kiállítások a budapesti Galéria 12-ben.

## Munkái katalógusokban, kiadványokban
- 1987 – FIS "Ünnep" kiállítás – Budapest, Vigadó Galéria                        Rainer Péter fotó-életrajz
- 1995 – Margitszigeti kolostor pályázat – Budapest, Városháza                   Pályamunka
- 1998 – V. Országos Szobrászrajz Biennále – Budapest, Pest Center               Sepsiszentgyörgy temetőkápolna rajza
- 2000 – Térrajz – III. Országos Minirajz Kiállítás – Budapest, Nádor Galéria    Templom, papír makett
- 2003 – Magyar Belsőépítészet 2003. – Budapest, Iparművészeti Múzeum      Fotók, életrajz
- 2006 – PIXEL digitális nyomatok I. országos szemléje                     896-1456-1956-2006.
- 2006 – III. Kortárs Keresztény Ikonográfiai Biennále – Kecskemét         Sopronbánfalvai szembeoltár terve – Erkölcsi díj
- 2007 – A ma temploma – képek, fények, gondolatok                         Sopronbánfalva, Mária-Magdolna templom szembeoltár terv
- 2007 – Matricák 2007 Kisméretű Elektrográfiák Nemzetközi Kiállításai     Fa-jantra /fotó + Gadányi-Kassák emlékére /fotómontázs
- 2009 – Mustra 2009. és CD – KÖH Aula                                     Budapest Öntödei Múzeum helyreállítása
- 2010 – Építész évkönyv 2008-2009. és CD                            Mária-Magdolna római katolikus templom Sopronbánfalva, szembeoltár
- 2010 – Matricák 2010 Kisméretű Elektrográfiák Nemzetközi Kiállításai     Fakereszt /fotógrafika
- 2011 – Terek-tárgyak-anyagok 4., Szakrális Szakrális Építész-Belsőépítész Konferencia Sapientia/Budapest Szakrális építmények – Kárpáti hősök nyomában
- 2012 – Ferenczy Noémi díjasok V. kötet – MKISZ 2012.                     Rainer Péter belsőépítész Ferenczy Noémi díj 2009.
- 2012 – Matricák 2012 Kisméretű Elektrográfiák Nemzetközi Kiállításai     Fa görög-kereszt /fotógrafika
- 2013 – Az ÚT 5. SZÉK kiadvány – saját tervezés, szerkesztés és írás       A Nagykőrösi Református Nagytemplom helyreállítása
- 2013 – Belsőépítészek Országos Találkozói – Zsennyei konferenciák 1997-2012.    Előadások, említések stb.
- 2014 – Kortárs belsőépítészet – 20 alkotó – MKISZ 2014.                  Rainer Péter fotó-életrajz, tervek, munkafotók
- 2014 – Magyar belsőépítészet 1945–2012 –  MABE 2014.                      Rainer Péter fotó-életrajz, munkafotók
- 2014 – MEGA-PIXEL 2014 Digitális alkotások országos tárlata 3. – MANK    Fa-design /fotógrafika
- 2015 – Ars Sacra – Fényt hozzon… IV. – Vízivárosi Galéria                Érettünk… Isteni szeretet triptichon /fotómontázs
- 2017 – Káosz és rend – MAOE 2017.                                        Magyar kápolna (szakrális rend) 279., 381. o.
- 2017 – Körülöttünk. Nemzeti Szalon – Műcsarnok 2017.                     3hajós kápolna 335., 517. o.
- 2018 – IX. Kortárs Keresztény Ikonográfiai Biennále – Kecskemét –        Dongakápolna bűneink bocsánatáért

## Díjak, elismerések
- 2005 – Homlokzat nagydíj és Trilak díj - Szécsény, Forgách kastély színterve
- 2006 – Erkölcsi díj - III. Kortárs Keresztény Ikonográfiai Biennále, Kecskemét
- 2009 – Ferenczy Noémi-díj
- 2016 – Reitter Ferenc díj

## Interjúk, filmek
- 1999. Rainer Péter építész-belsőépítész – Vigadóbeli kiállítás – rendező: Sulyok Gabi, 20 perc
- 2015. A SZÉK Konferenciáról… Rainer Péterrel beszélget Pécsi Krisztina – Magyar Katolikus Rádió, Délutáni találkozás 2015. 09. 18.
- 2016. Rainer Péter belsőépítésszel beszélget Pécsi Krisztina – Magyar Katolikus Rádió, Tény-kérdés 2016. 01. 18.
- 2016. 120 éve született Gadányi Jenő… Rainer Péterrel beszélget Pécsi Krisztina – Magyar Katolikus Rádió, Délutáni találkozás 2016. 03. 14.
- 2016. Civil rádió – Rainer Péterrel telefonriport – riporter: Demeter Judit
- 2016. Gadányi könyv bemutatója – Rainer Péterrel beszélget Bánhidy Vajk – Esztergom Városi Könyvtár 2005 12. 05.
- 2016-17. Rainer Péter építész-belsőépítész – Hereditas Galériabeli kiállítás – riporter: Wohlmuth Klaudia, CityTV, 39 perc
- 2018. IX. Kortárs Keresztény Ikonográfiai Biennále – Rainer Péter építésszel beszélget Völgyi Tóth Zsuzsa Kossuth Rádió, 2018. 03. 08.